# 푸마리움
푸마리움(Fumarium)은 고대 로마에서 와인을 인위적으로 "숙성"하여 와인의 풍미를 향상시키기 위해 사용했던 연기실이었다. 와인에 스모키한 향을 더해 산도를 더욱 날카롭게 만들기 위해 가열된 난로 위에 지어진 방에 암포라를 두었다. 와인은 때때로 푸마리움에서 더 옅은 색으로 나오기도 했다. 휴 존슨(Hugh Johnson)은 자신의 저서 "빈티지: 와인 이야기"(Vintage: The Story of Wine)에서 가이우스 플리니우스 세쿤두스와 콜루멜라가 팔레르니아, 카이쿠반 및 알반과 같은 "1차 성숙 와인"을 들이키는 것을 권장하지 않았다고 지적했다.

## 과정
보존을 위해 암포라는 때때로 푸마리움에 넣기 전에 이산화 황으로 처리되었다. 존 키토는 자신의 책인 성서문학 백과사전(The Cyclopedia of Biblical Literature)에서 미슈나에서 훈제 포도주를 제물로 바치는 것을 금지한 것은 로마인들이 이방인 특유의 기술인 유황 연기를 사용한 데서 비롯되었다고 말한다.